# Nolay, Côte-d'Or
Nolay là một xã thuộc tỉnh Côte-d’Or trong vùng Bourgogne-Franche-Comté miền đông nước Pháp.

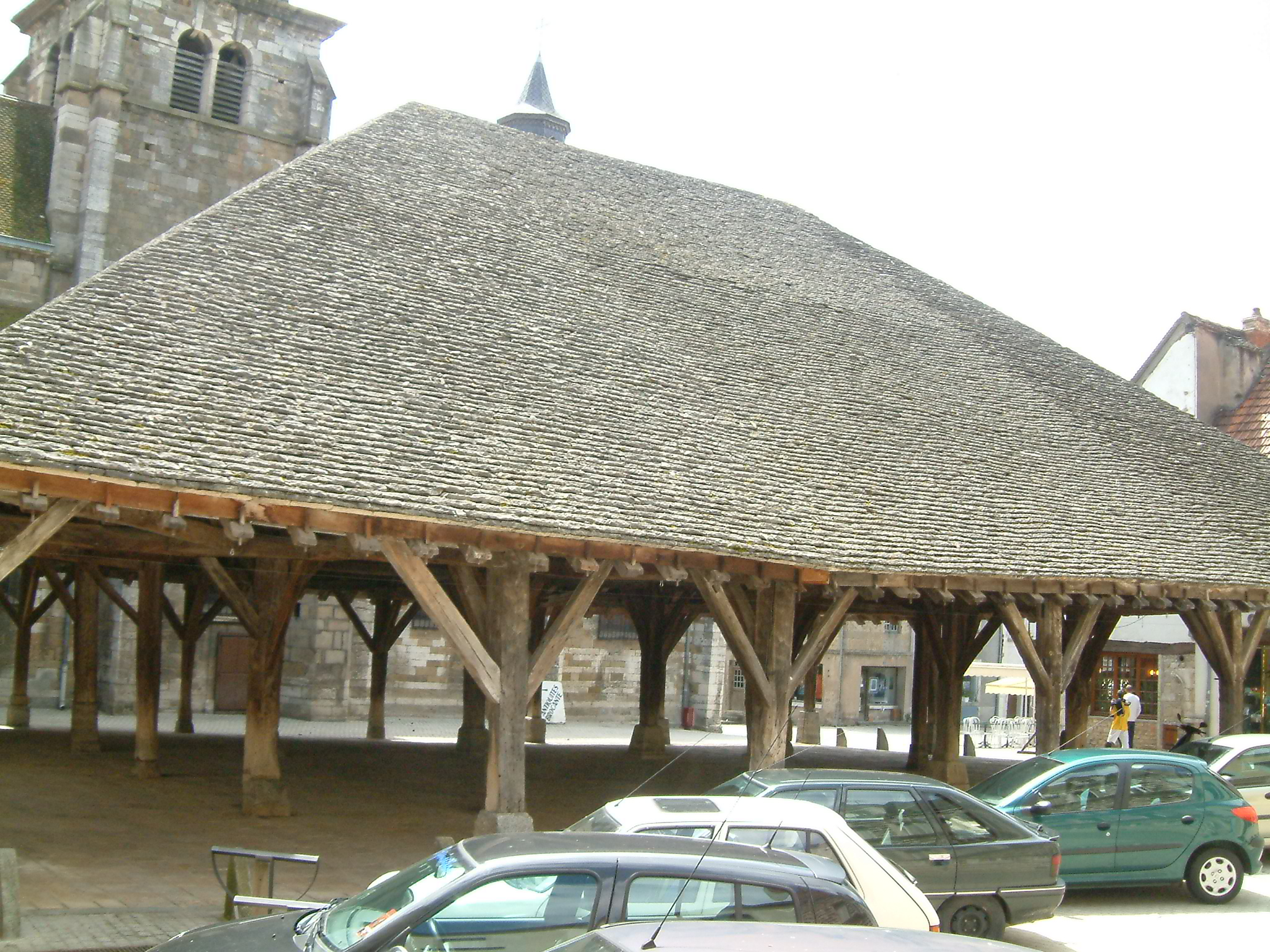
Central Market
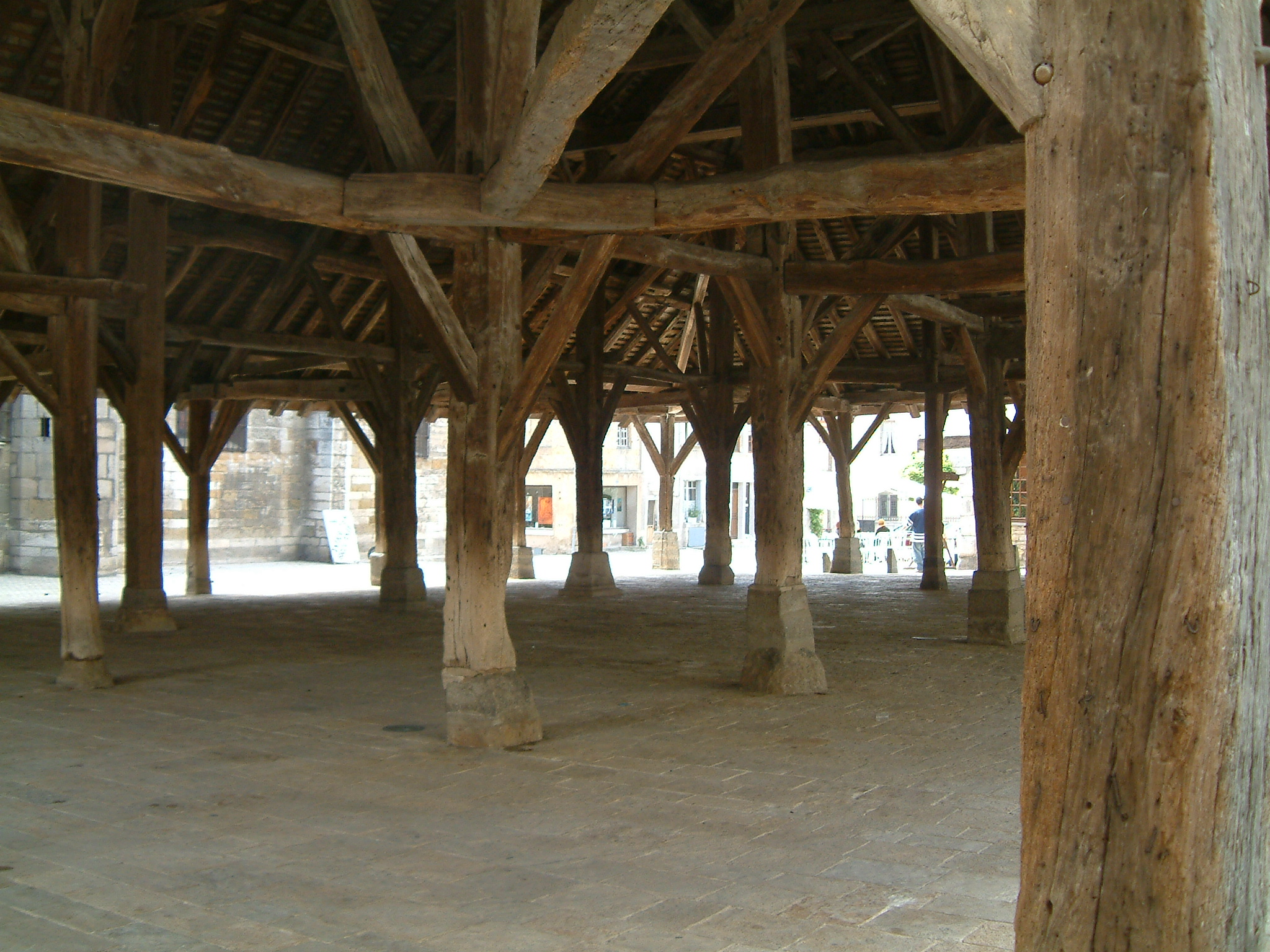
Central Market
Nolay Coat of Arms

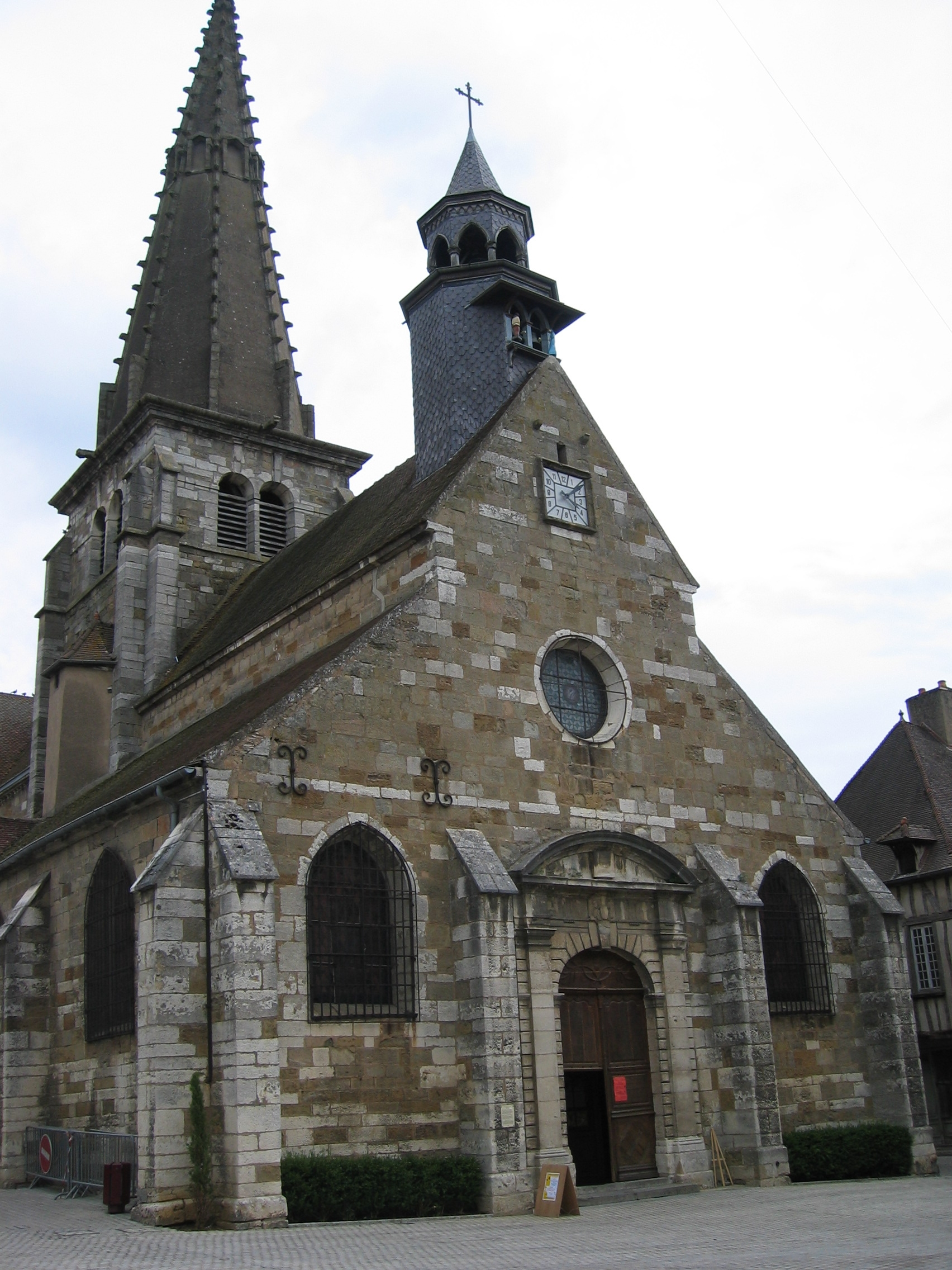
The Church
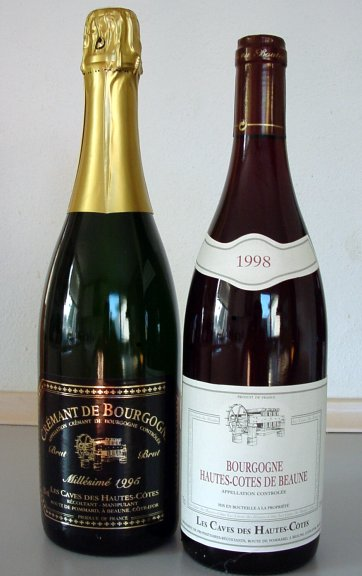
Bourgogne wine
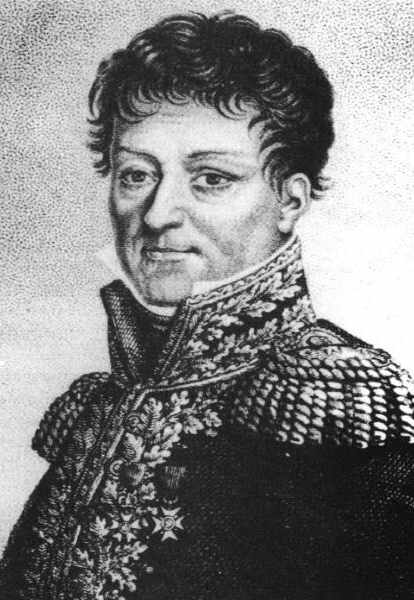
Lazare Carnot

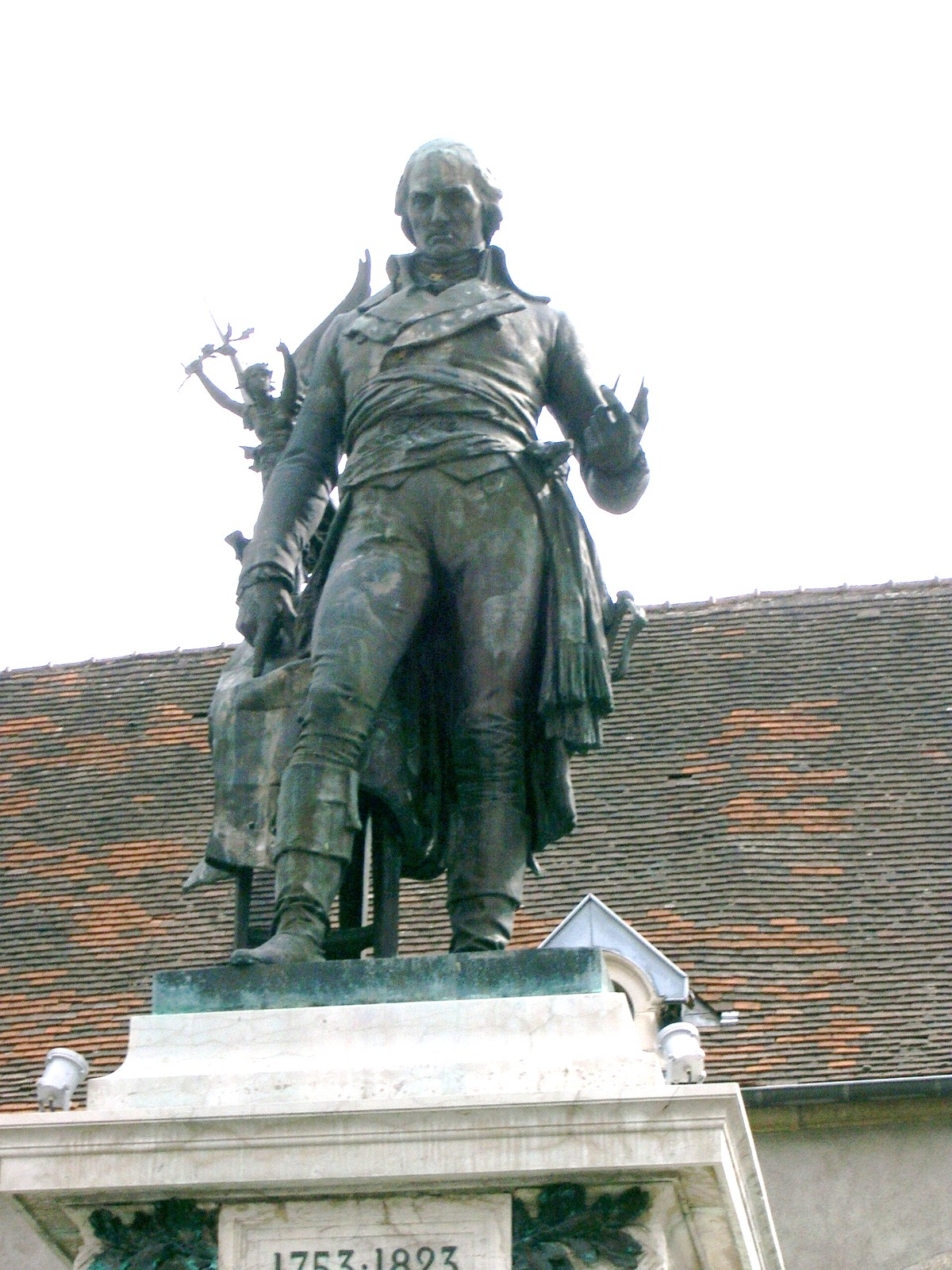
Statue of Carnot in Nolay
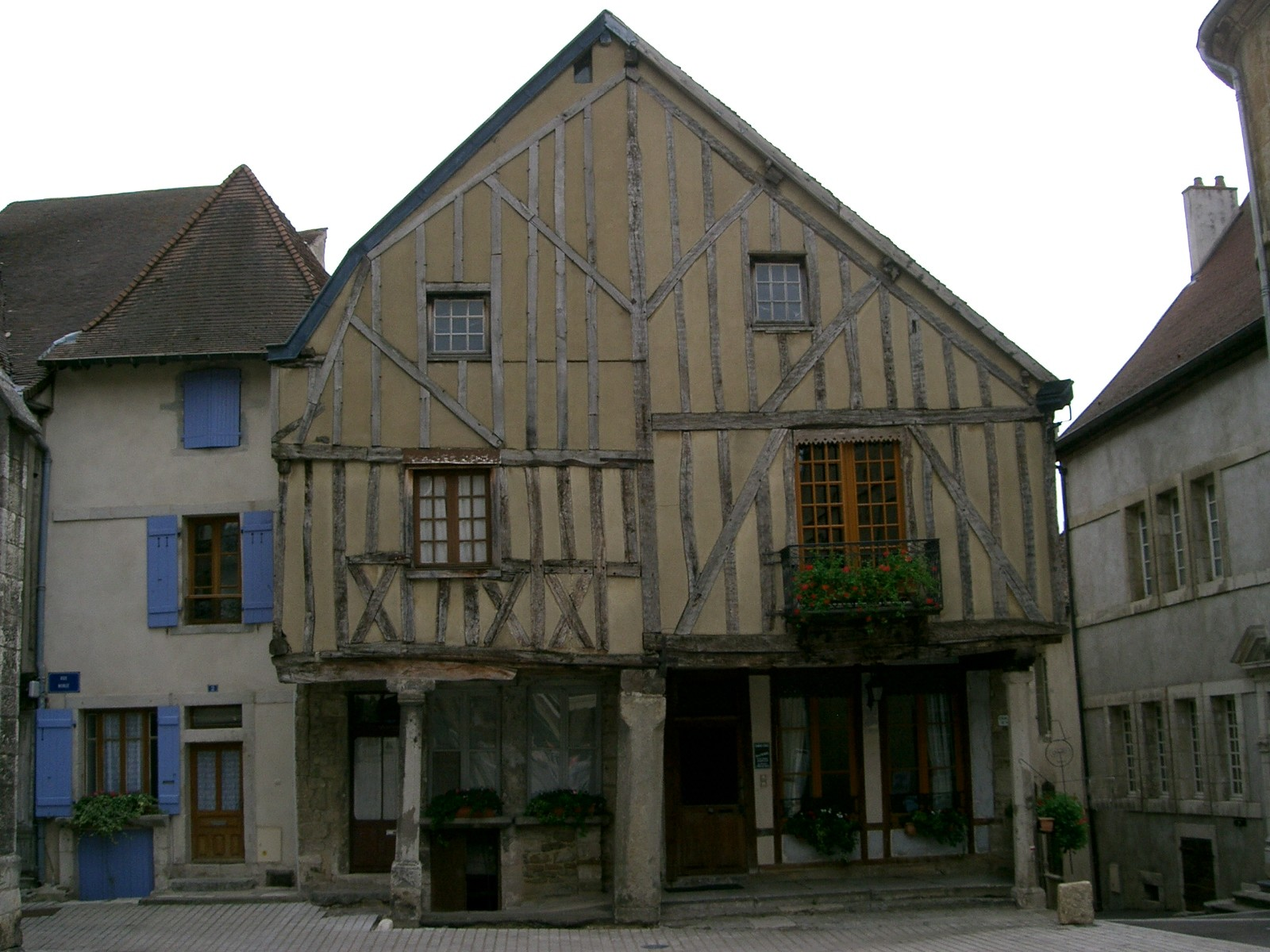
Maison à Colombages
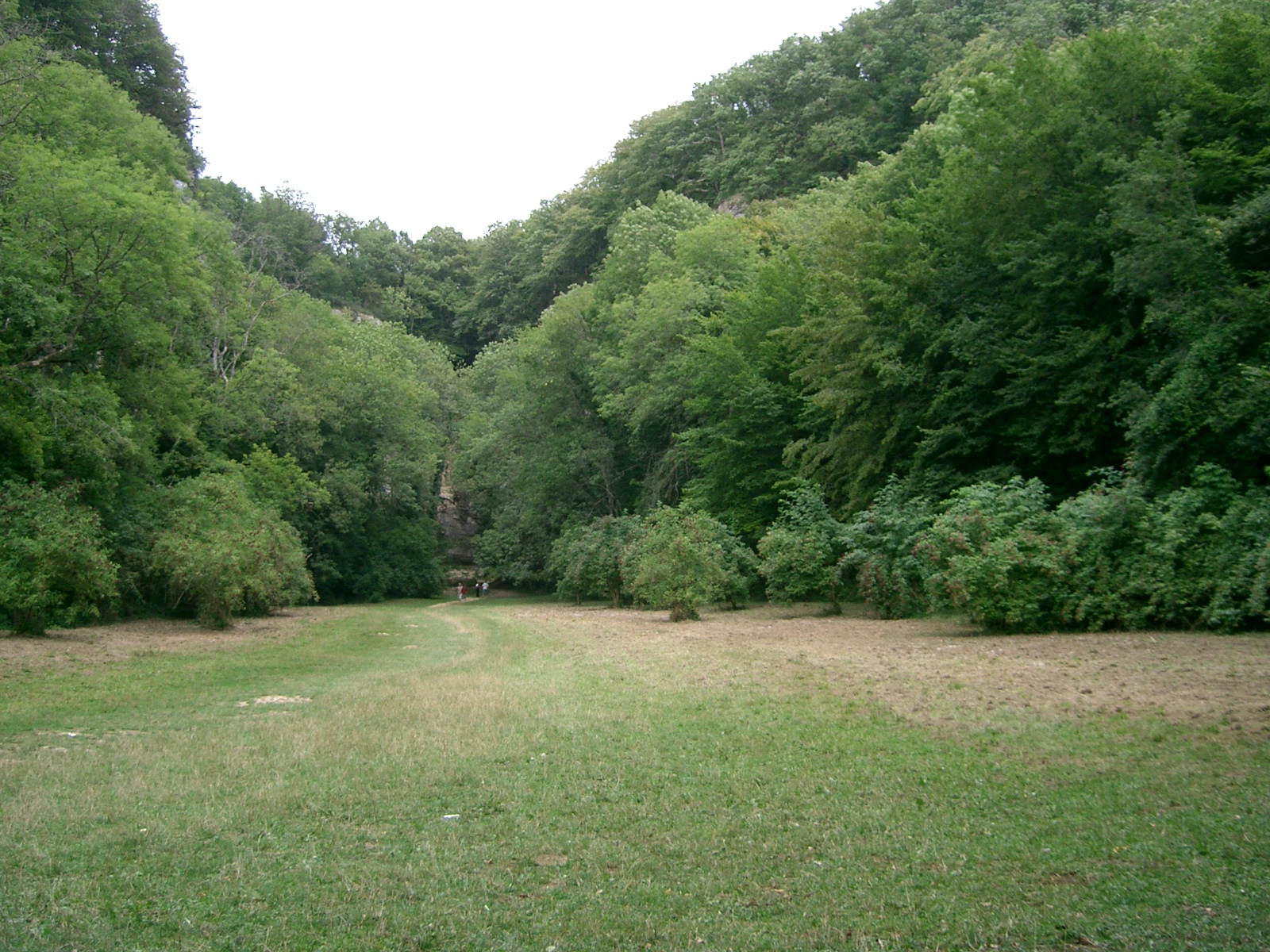
Le Bout du Monde